# Gregorio Lazzarini

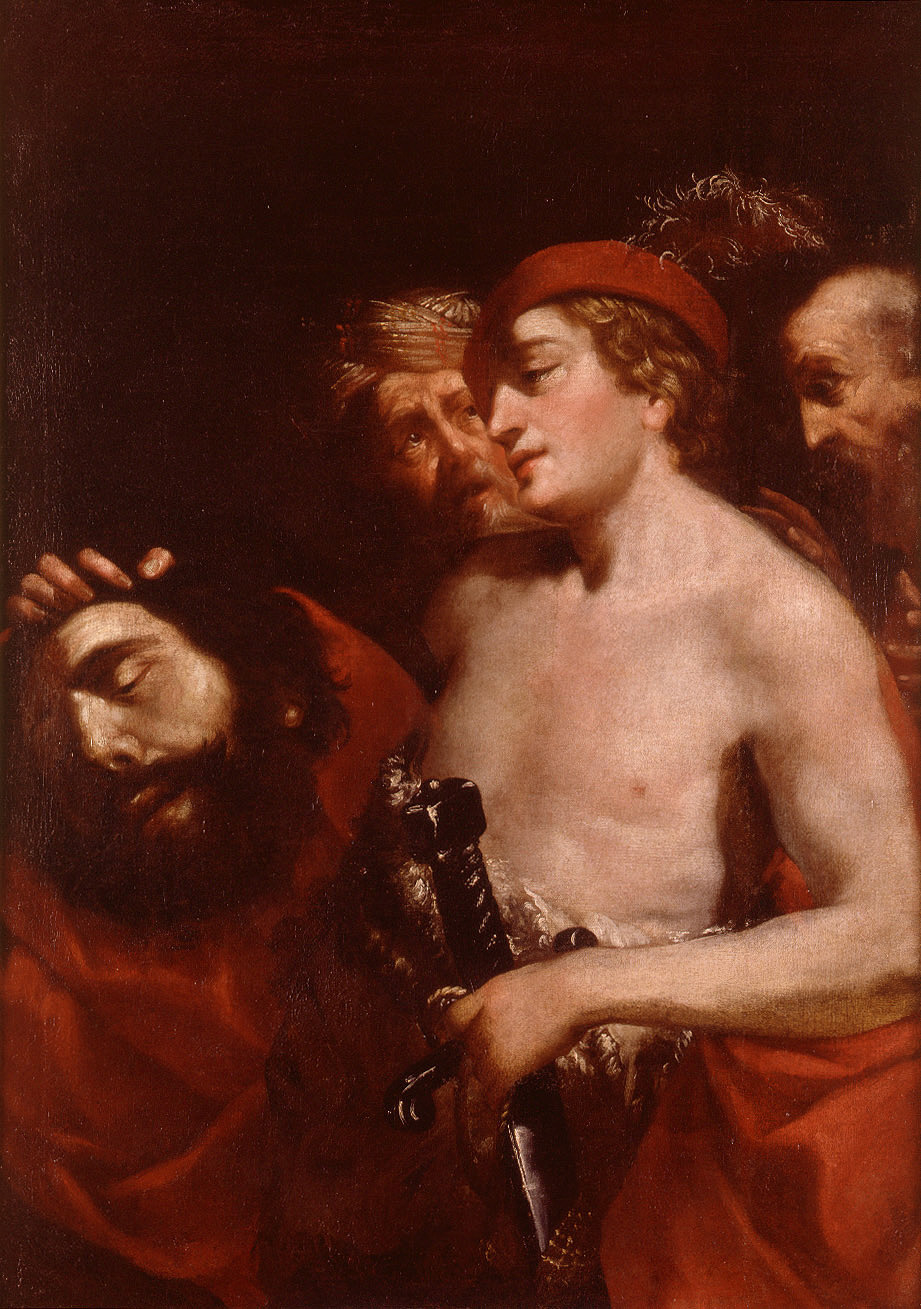
David vencedor, de Gregorio Lazzarini. Finales del. (Museo de Bellas Artes de Valencia).

Gregorio Lazzarini (* Venecia, 1655 –† Villabona Veronese, 10 de noviembre de 1730) fue un pintor veneciano.

## Biografía
Se formó con el pintor genovés Francesco Rosa y en la academia del pintor barroco Pietro della Vecchia, especializado en imitaciones de artistas anteriores. 
Se inscribió en la cofradía de pintores de Venecia en 1687, en 1715 y aún en 1726 y 1729, Lazzarini durante el transcurso de su larga carrera no abandonó nunca Venecia, estando bajo la protección de las familias más importantes, excepto los últimos años, que transcurrieron en Villabona, entregado a una actividad prolífica que lo pone en contacto con las personalidades locales y extranjeras. 
Su obra más conocida y conservada en la sala de los escrutinios en el Palacio Ducal de Venecia, donde decoró el arco Morosini.
En su escuela se formó el famoso pintor Giambattista Tiepolo.